# Bertha Wendt
Bertha Theodore Wendt, geb. Bahnson (* 10. Oktober 1859 in Hamburg; † 14. März 1937 ebenda) war eine deutsche Politikerin der DDP und Abgeordnete der Hamburgischen Bürgerschaft.

## Leben und gesellschaftliches Engagement

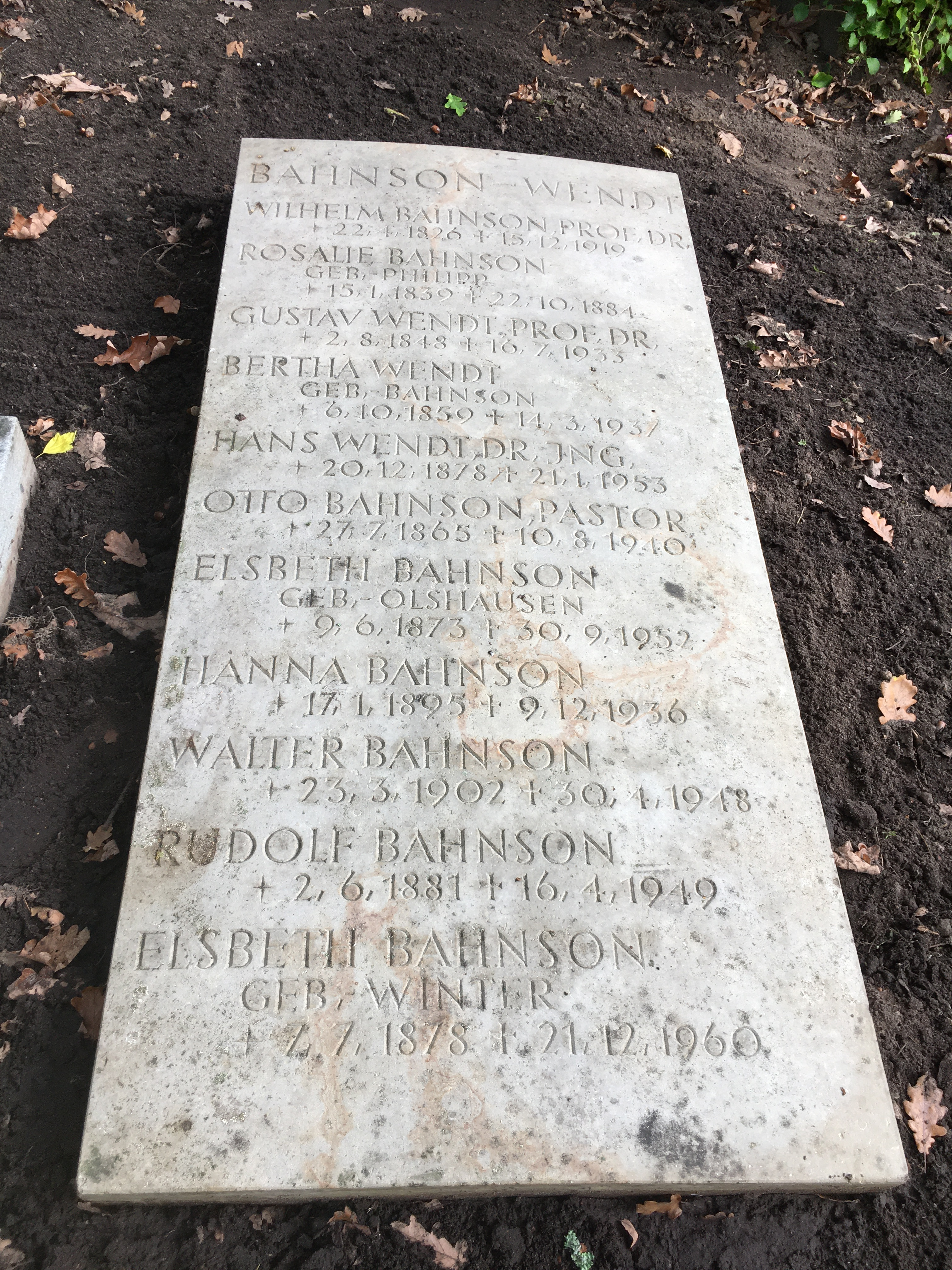
Grabplatte für Bertha Wendt im Garten der Frauen auf dem Friedhof Ohlsdorf

Bertha Theodore Bahnson war eine Tochter des Hamburger Gymnasiallehrers Franz Wilhelm Viborg Bahnson (1826–1919) und dessen Ehefrau Rosalie Bertha, geb. Philipp (1839–1884) aus Glückstadt. Ferdinand Philipp war ihr Onkel. Sie besuchte die Höhere Töchterschule und die Klosterschule.
1878 heiratete sie Gustav Wendt (1848–1933), mit dem sie acht Kinder hatte. Sie erhielt für ihr karitatives Engagement das Verdienstkreuz. Nach dem Tod ihres Mannes zog sich Wendt aus dem öffentlichen Leben zurück.
Bertha Wendt wurde ebenso wie ihr Ehemann auf dem Hamburger Ohlsdorfer Friedhof im Bereich der Familiengrabstätte Bahnson-Wendt beigesetzt (rechte Grabplatte, Planquadrat W 8, östlich Bestattungsforum). Nach Restaurierung wurde die Grabplatte im Oktober 2020 in den Garten der Frauen verlegt.
Sie organisierte im Ersten Weltkrieg Kriegsküchen und Unterkünfte für heimkehrende Soldaten und alleinstehende Frauen. Neben der Frauenarbeit innerhalb der liberalen Bewegung wurde sie Vorsitzende der „Demokratischen Frauengruppe Hamburg“. Dort waren ihre Hauptanliegen die Unterbringung und Betreuung schulentlassener Mädchen, das Errichten von Heimstuben für weibliches Hauspersonal und der Kampf gegen die Ausnutzung und Misshandlung von Kindern. Zudem übernahm sie Vormundschaften und wurde Mitglied im Deutschen Bund für Mutterschutz und Sexualreform. Das Besondere an dem Bund war, dass sie sich auch den ledigen Wöchnerinnen verpflichtet fühlten und den Schutz und die Pflege von unverheirateten oder verlassenen Müttern organisierten.
Sie war zudem aktiv im „Frauenklub Hamburg“, im „Deutschen Bund Abstinenter Frauen“, im „Verband Norddeutscher Frauenvereine“ und im Hamburger Zweig des Deutschen Verbandes für Frauenstimmrecht.

## Politik
1911 wurde Bertha Wendt in den Vorstand des Vereins Vereinigte Liberale gewählt und  saß für die Deutsche Demokratische Partei (DDP) von 1919 bis 1924 in der Hamburgischen Bürgerschaft. Ihre Schwerpunkte dort waren Kinder- und Frauenpolitik. Sie war außerdem in ihrer politischen Funktion als Parlamentarierin in der Behörde für öffentliche Jugendfürsorge und Justizverwaltung (dort in der Abteilung Gefängniswesen) tätig.
Sie wurde Vorsitzende der der DDP nahestehenden „Demokratischen Frauengruppe Hamburg“. Nach dem Ersten Weltkrieg stellte sie sich in den Dienst der politischen Frauenbildung. Als eine Führerin der demokratischen Frauen organisierte sie bis ins hohe Alter Notkurse für politische Bildung. Diese waren dringend notwendig geworden, weil die Frauen mit Beginn der Weimarer Republik das aktive und passive Wahlrecht zugesprochen bekamen und während der Kaiserzeit politische Bildung für Frauen meist nicht für nötig gehalten wurde.